# Remo Bianchedi
Remo Bianchedi (Buenos Aires, 21 de mayo de 1950-Cruz Chica, 15 de diciembre de 2024) fue un artista plástico y poeta argentino.

## Biografía
Remo Bianchedi nació en Buenos Aires, Argentina, el 21 de mayo de 1950. De perfil autodidacta, su carrera dio comienzo a temprana edad, siendo seleccionado para el Premio Braque de dibujo en 1967. Ese mismo año partió hacia Yarinacocha, Perú, donde convivió con aborígenes del lugar hasta 1968. Al año siguiente regresó a Argentina y se instaló en Jujuy hasta 1976, donde se casó y tuvo tres hijos, además de incursionar en la política uniéndose a la Juventud Peronista. Perseguido por el gobierno militar, en 1976 partió al exilio hacia Alemania gracias a haber obtenido una beca Albrecht Dürer concedida por el Servicio Alemán de Intercambio Académico. Allí estudió Diseño Gráfico y Comunicación Visual en la Escuela Superior de Artes de Kassel, donde conoció y fue alumno de Joseph Beuys. Entre 1981 y 1982 vivió en Madrid donde integró el Grupo Quince, una sociedad de grabadores que fomentó fuertemente las artes gráficas y desarrolló una vasta labor editorial entre 1971 y 1985, además de convocar tanto a artistas locales como extranjeros, destacándose la presencia de figuras tales como Antonio Lorenzo, Lucio Muñoz, Antonio Saura, Bonifacio Alfonso, Alfredo Alcaín, Rafael Canogar y Amadeo Gabino, por nombrar algunos. En 1983, coincidiendo con el retorno de la democracia en Argentina, regresó a Buenos Aires. Finalmente en 1989, fijó residencia en Cruz Chica, La Cumbre, provincia de Córdoba.

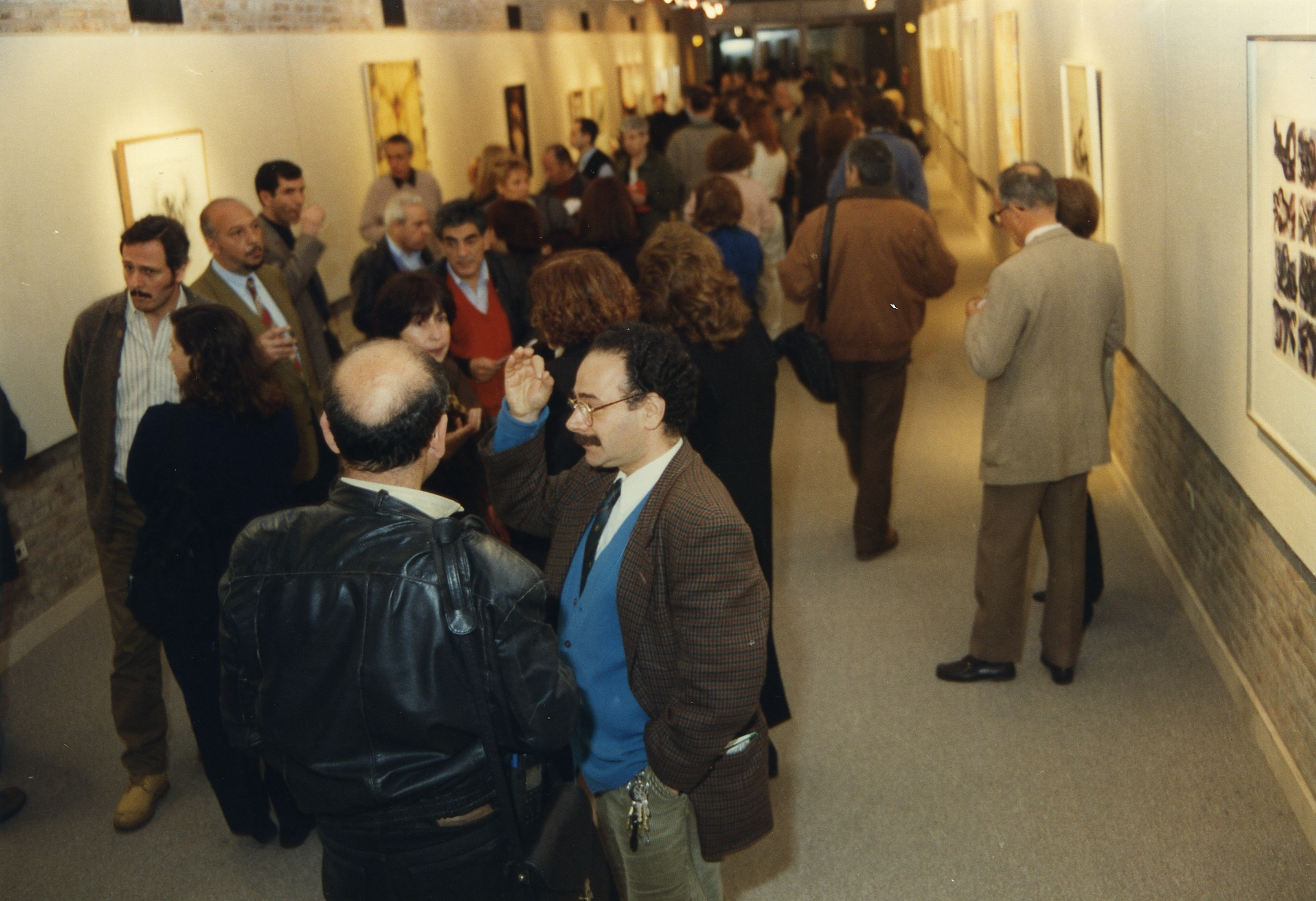
Inauguración de la muestra "Una mirada sobre la plástica argentina de los '80". 1997. Centro Cultural Parque de España. Rosario. Argentina.

En 2010 inauguró la Sala Cochinoca, ubicada en su propio domicilio y destinada a la difusión del arte, la literatura y la filosofía, como asimismo a la exhibición de pinturas inspiradas en el noroeste argentino, parte de sus últimos trabajos .
Entre los premios y distinciones que ha recibido durante su trayectoria, se destacan el «Premio al Artista Joven del Año» de la  Asociación Internacional de Críticos de Arte (1987) y el «Premio Trayectoria» del Fondo Nacional de las Artes (2007).
Como escritor destacan obras como Max y la bestia, El Sr. Lafuente y sus solteras, Vidas Célibes, En Rimbaud Tilcara y Rosa Morandi, entre otras.
Supo además incursionar en la actuación formando parte del reparto de la película de 2001 +bien, dirigida por Eduardo Capilla y protagonizada por Gustavo Cerati y Damián De Santo. Otra producción documental de 2021, Yo no es otro, dirigida por Santiago Sein, lo tuvo como protagonista.
El 15 de diciembre de 2024, a los 74 años, falleció en su hogar en Cruz Chica.

## Fundación Nautilius
En 2001 y tras la crisis social que estalló en el país, Bianchedi se vinculó a otros artistas locales con quienes fomentó la creación de la Fundación Nautilius, una organización con sede en Cruz Chica destinada a la contención de conflictos sociales generados a partir de esa conmoción. Se promovió la inserción laboral mediante la creación de talleres de diseño y oficios, además de brindarse exposiciones y encuentros de arte en general.

## Breve selección de exhibiciones personales
- 1972- Dibujos, Galería Lirolay, Buenos Aires 1978- Zeichnungen und Lithographien, Movie Galerie, Kassel, Alemania.
- 1979- Zeichnungen und Lithographien, Studio Kausch, Kassel, Alemania.
- 1980- Zeichnungen, Galerie Michels, Colonia, Alemania.
- 1982- Acuarelas y pasteles, Galería Jacques Martínez, Buenos Aires.
- 1983- Retratos 1973-1983, Fundación San Telmo, Buenos Aires.
- 1984- Pinturas, Galería Jacques Martínez, Buenos Aires.
- 1986- Retratos.
- 1976-1986, Galería Jacques Martínez, Buenos Aires.
- 1988- Paisajes de Tilcara, Galería Jacques Martínez, Buenos Aires.
- 1993- Tres acciones, con motivo de la muestra de Joseph Beuys, Museo de Arte Moderno, Buenos Aires.
- 1938- La Noche de los Cristales”, Centro Cultural Recoleta, Buenos Aires.
- 1994- “Como un cuerpo ausente”, Palais de Glace, planta baja, Buenos Aires.
- 1995- “De nino mi padre me comía las unas”, Centro Cultural Recoleta, Salas Cronopios, Buenos Aires.
- 1999- “El Pintor y su Modelo”, Fundación Federico Klemm, Buenos Aires.
- 2000- “Los Inocentes”, dibujos, Fundación Federico Klemm, Buenos Aires.
- 2008 - Galería Isabel Anchorena.
- 2011 - arteBA, Galería Isabel Anchorena.
- 2012 arteBA, Galería Isabel Anchorena.
- 2013 Galería Isabel Achorena.

## Breve selección de exposiciones colectivas
- 1967- Premio G. Braque, Museo de Arte Moderno, Buenos Aires.
- 1974- International Cultureel Centrum, Antwerpen.
- 1975- XI International Bienal of Graphic Art, Lujbljana, Yugoeslavia.
- 1976- The seventies, Museo de Arte Moderno, Sao Pablo Latin America .
- 1976, Fundación Joan Miro, Barcelona Arte de Sistemas III, CAYC, Buenos Aires.
- 1977- Bienal de Grabado de Ibiza, Islas Baleares Arte actual de Hiberoamerica, Centro Cultural Cristóbal Colón, Madrid
- 1980- El Dibujo en Argentina, Fundación Joan Miro, Barcelona.
- 1981- El Dibujo argentino (Colección Marcos Curi), exhibición itinerante por América Latina, Asia. Europa y Estados Unidos.
- 1982- Feria de Arte, Arteder, Bilbao V Trienal de la India, Nueva Delhi Estampa argentina, Galería Tórculo, Madrid Premio de Dibujo y Pintura Arche, Museo Nac. De Bellas Artes, Buenos Aires.
- 1983- Confrontaciones, Museo Nac. De Bellas Artes, Buenos Aires Ex-presiones, Centro Cultural Recoleta, Buenos Aires
- 1986- Del Pop Art a la Nueva Imagen, Museo de Arte Moderno, Montevideo.
- 1987- Homenaje a Marcel Duchamp. Galería Jacques Martínez, Buenos Aires “Historia y ambigüedad”, con Clorindo Testa, Enio Iommi, Hernan Dompe, Galería Jacques Martínez, Buenos Aires.
- 1988- Beispiele Zeitgenossischer Kunst aus Lateinamerika, Galería Babel, Heilbrom, Alemania.
- 1989- Ideas and Images from Argentina, The Bronx Museum, Nueva York.
- 1990- Video Arte Internacional, Museo Nac. De Bellas Artes, Buenos Aires “Hasta el 2000 también”, con Osvaldo Monzo, Oscar Bony, Alfredo Prior, ICI, Buenos Aires.
- 1991- Los 80 en el MAM, Museo de Arte Moderno, Buenos Aires.
- 1992- Los márgenes del canibalismo, Fundación Bco. Patricios, Buenos Aires 1995- 70. 80, 90, 100 anos Museo Nac de Bellas Artes, Buenos Aires.
- 1996- “Variantes de la figuración argentina”, Berni, Alonso, Uriburu, Testa, Robirosa, Bianchedi, Museo Cuevas, prersentados por la Fundación Bco. Patricios, México DF “20 anos del golpe, contra el olvido y la impunidad”, Centro Cultural Recoleta, Buenos Aires.
- 2002- “Celebración”, con Pablo Suárez, Osvaldo Monzo, y Alfredo Prior, Sonoridad Amarilla, Buenos Aires.